# Lepisorus loriformis
Lepisorus loriformis är en stensöteväxtart som först beskrevs av Nathaniel Wallich och Georg Heinrich Mettenius, och fick sitt nu gällande namn av Ren-Chang Ching. Lepisorus loriformis ingår i släktet Lepisorus och familjen Polypodiaceae. Utöver nominatformen finns också underarten L. l. steniste.